# Valle de San José
Valle de San José  es un municipio colombiano ubicado en el departamento de Santander, Colombia, en la provincia de Guanentá. Su economía es mayormente agropecuaria, destacándose la producción cafetera y ganadera, consolidándose el segundo productor de café del departamento[cita requerida]; cuenta además con una importante industria productora de panela de caña de azúcar, y otras industrias como la del curtido del cuero, desarrollada por empresas como Curtiembres del Valle; también alberga una naciente industria manufacturera en la producción de chaquetas. De la población total del municipio el 60% es económicamente productiva, y dedicada en su mayor parte a actividades agropecuarias; un 20% de la población se encuentra en edad estudiantil y el otro 20% se dedica al trabajo doméstico.

## Historia
Originalmente era un paso real donde los arrieros y peregrinos de Charalá iban a San Gil o el Socorro. Por ahí también pasaban oidores, obispos, virreyes, arzobispos, presidentes de la Real Audiencia y transeúntes en general. En 1720, el cura del Socorro construyó una rudimentaria capilla para suplir las necesidades espirituales de los transeúntes que llegaban ahí con propósitos comerciales. Cada mes acudía el párroco o la persona designada a atender la capilla. En 1761 llegó Juan de Mier y Teherán, quien se apropió de grandes cantidades de terreno en la región con el propósito de independizarla de la parroquia del Socorro, por lo que donó terrenos para quienes deseasen construir allí sus residencias, también construyeron la casa cural, la cárcel y la sede para el cabildo. Se aprobó la creación de la parroquia del Valle,  en 1764 se separó de la jurisdicción de Socorro y en 1776 se declaró municipio. Durante unos pocos días de diciembre de 1814, fue capital de las Provincias Unidas de Nueva Granada debido a la captura de Tunja. En 1821 se anexó a Boyacá y en 1857 se le dio al Estado de Santander. En 1947, la iglesia del Valle se destruyó, quedando solamente el campanario, que sería la base de la reconstrucción del pueblo.

## Geografía
El Valle de San José se encuentra localizado al sur del departamento de Santander, a 6° 27` de latitud norte, y 73° 9` longitud oeste. Forma parte de la provincia de Guanenta.
Abarca una extensión de 76,5 km² y una altitud promedio de 1250 m s. n. m., su temperatura media oscila alrededor de los 23 °C y tiene una precipitación media de 1.717 mm. En el Valle predominan suelos arcillosos y arcillo arenosos, aptos para la agricultura y la ganadería el 95% de estos, en un contexto biótico de un bosque seco tropical.
Cuenta con 13 veredas, a saber: Llano Hondo, Santa Teresa la Esmeralda, Santa Teresa el Molino, Los Medios, San Isidro, Morro Recodo, Cerro de Mango, Vega de Plazas, San Antonio, Cerro de Monas, El Guacal, El Hoyo y Piedra de Rayo.

### Vereda Cerro de Monas
Se encuentra a 16 km de la cabecera municipal, con una temperatura de 20 °C. En dicha vereda predomina la producción de café, yuca, agave, plátano y maíz, además de la ganadería vacuna, caprina y porcina. Según entrevistas realizadas en la zona se encontró que dicha vereda cuenta aproximadamente con 55 familias, las cuales comparten un acueducto comunal y una electrificación deficiente.

### Vereda San Antonio
Está localizada a 21 kilómetros del casco urbano y cuenta con 16 °C de temperatura. En ella, un 60% de la población es letrada. Tiene un número aproximado de familias a la vereda Cerro de Monas. 
Cabe recalcar, que para ambas veredas el acceso a los servicios de salud es deficiente y estando distanciadas una hora y 20 minutos del casco urbano por carreteras sin asfaltar, la atención de urgencias presenta dificultades para sus pobladores.

### Vereda Vega
La vereda Vega de Plazas se encuentra ubicada a 20 Kilómetros del casco urbano, es decir a una hora y 20 minutos por carretera, aproximadamente; cuenta con una temperatura de 17 °C. En ella habitan 28 familias aproximadamente. El 50% de la población es letrada, también es una zona de alta producción agropecuaria  cuyos principales frutos son el café, la yuca y el agave, aspecto que comparte con las veredas El Guacal, Buenavista y El Cerro.

### Vereda El Cerro
Conocida también como Cerro de Mango, se ubica a 17 km o a una hora de distancia del casco municipal, y cuenta con una temperatura de 19 °C. Pese a ello, con el paso de los años ha experimentado un gran desarrollo, pues posee uno de los principales colegios del área municipal, que le otorgan una mayor voz y voto en las decisiones del ámbito municipal. Al igual que la Vereda Cerro de Monas y el Guacal, está compuesta por 50 familias aproximadamente, que cuentan con más de 8 hijos en algunos casos, en otros,  familias en las que se vive con los abuelos. En ellas se observa una distribución sexual del trabajo tal que las mujeres se dedican en su mayoría a labores domésticas y los hombres (padres e hijos) realizan el trabajo agropecuario. 
La base económica es la agricultura, particularmente cultivos como el café, el maíz, la yuca, el plátano, el fríjol, los cítricos y la caña, la cual es procesada en la misma vereda y se lleva a la venta al casco urbano; también se encuentran familias productoras de cafés especiales los que, mediante convenio con la federación, son exportados a Europa y Asia  y han sido catalogados de muy alta calidad y certificados como tal. Hay producción ganadera y, especialmente, piscícola, a pequeña escala.

## Educación
En cuanto a la educación el municipio cuenta con un colegio completo con básica primaria y bachillerato en dos modalidades: gestión empresarial y agrícola, la primera en convenio con la universidad UNISANGIL por la  que el alumno obtiene el título de técnico en gestión empresarial; la segunda en convenio con el Sena, por el que el alumno obtiene el título de técnico en producción agropecuaria. Hay adicionalmente 12 escuelas rurales, con un total aproximado de 847 niños. Del total de niños, 173 están cursando bachillerato y se encuentran distribuidos en 7 centros educativos. Por otro lado, el municipio cuenta con el programa de bachillerato rural SAT (Servicio Tutorial de Aprendizaje) el cual consiste en una educación básica para adultos; además cuenta con dos colegios rurales ubicado en las veredas El Cerro y El Morro, que han permitido llegar con mayor facilidad a la población rural de este municipio. El colegio Concentración de Desarrollo Rural, ubicado en el casco urbano,  posee dos sedes: una para primaria y otra principal para secundaria, ofrece sus servicios educativos desde grado cero o preescolar hasta undécimo grado, tiene una granja educativa donde los estudiantes hacen sus prácticas y realizan sus proyectos agropecuarios. En el año 2014 la institución cumplió 40 años al servicio de la región.
La sede educativa de la vereda Cerro de Monas está conformada por un total de 19 estudiantes con una sola docente, y la sede educativa de le Vereda San Antonio está conformada por un total de 36 estudiantes, con dos docentes; para ambos casos desde preescolar hasta grado quinto en básica primaria. Cada sede educativa comparte el hecho de no poseer una sala de informática para los niños ni conexión a internet, también carecen de suficientes recursos didácticos.
Las instituciones educativas de la vereda Vega, que al igual que las de las veredas anteriormente mencionadas reciben el mismo nombre, cuenta con dos profesoras y un aproximado de 55 estudiantes para la sede de Vega de Plazas y 40 estudiantes para la sede El Guacal, que van desde preescolar hasta básica primaria. Como principales debilidades se puede mencionar la poca participación de los padres y la ausencia de un aula de tecnología, aspecto que comparte con las veredas anteriormente citadas.
La vereda El Cerro cuenta con un colegio en el que hay una total de 78 alumnos distribuidos en primaria y postprimaria: 35 en primaria y 42 en bachillerato.[¿cuándo?]

## Turismo
En cuanto al turismo el Valle de San José cuenta con variados atractivos turísticos y actividades para visitantes. Gracias a su cercanía a municipios como San Gil, Páramo, Ocamonte y Charalá, el Valle se ha convertido en un buen destino para hospedarse y recorrer la provincia, en especial la zona sur, se destacan actividades como: canotaje, espeleología, senderismo, avistamiento de aves, cabalgatas y el turismo religioso.
Su sector hotelero está bastante consolidado y se ajusta a diferentes gustos y presupuestos. Resalta toda una gama de espacios como románticas posadas ancestrales, pasando por hermosos hoteles campestres y fabulosas cabañas rurales.

### Canotaje o Rafting
El canotaje o rafting es uno de los atractivos que en esta municipalidad se desarrollan, encontrándose dos sitios en los cuales se puede practicar, ambos sobre el río Fonce. El primero, que es el más conocido y que inicia su recorrido en el sector de Mirandas, en jurisdicción de Valle de San José y el Páramo, termina con la llegada al malecón del San Gil. El segundo, no tan conocido pero no menos interesante, es el que inicia frente a las cascadas de Juan Curí, entre el Páramo y Ocamonte, finalizando en el Balneario El Arenal, junto al puente principal de ingreso al Valle de San José. Este último recorrido es uno de los nuevos atractivos de la provincia.

##### Campeonato Nacional deRafting
El Valle de San José se ha convertido en un referente para la realización de canotaje a nivel nacional e internacional; comparte junto a San Gil y el Páramo escenarios deportivos ubicados sobre el río Fonce, que permiten la realización de dicho deporte tanto para la recreación como para competencias. En el año 2021 se realizó el Campeonato Nacional de Rafting, con la participación de deportistas de diferentes regiones del país y con la compañía de delegados internacionales.

### Gastronomía
Uno de los atractivos turísticos del Valle de San José es su gastronomía, destacándose los famosos Chorizos de doña Eustaquía, los piquetes de carne oreada y los sudados que en los diferentes piqueteaderos y restaurantes del municipio se pueden deleitar. Así como un sinnúmero de recetas que hacen parte de la tradición culinaria de la región.
- Chorizos: Se han convertido en todo un símbolo de la cocina del Valle de San José, siendo especialmente famosos los chorizos de Doña Eustaquia, tradición que se heredó en especial  de la preparación de la familia Becerra Zárate. En el Valle de San José existe toda una variedad de ofertas de chorizos quizás no tan famosos como los más conocidos, pero sin duda igual de sabrosos, conservando la tradición culinaria del municipio en esta materia.
- Bollos de lunes: otra joya de la cocina de Valle de San José. Como su nombre lo indica, este plato es muy tradicional en su preparación los días lunes, aún se conservan restaurantes en el casco urbano que lo preparan.
- Carne oreada: Otro plato que no puede faltar en la gastronomía del Valle de San José, siendo la herencia culinaria de una forma de conservar la carne a través del humo del los fogones de leña.
- Chanfaina o asadura: plato típico consumido especialmente el día domingo como media o merienda, con guarnición de yuca.
- Pichona: plato típico preparado a partir de la sangre de la res, contiene guacas, entre otras especias, es consumido los días domingos por campesinos y visitantes en los famosos piqueteaderos.
- Morcilla: la morcilla o rellena del valle de San José se caracteriza por ausencia o poca cantidad de sangre en su preparación.
- Picos.
- Pata de res.
- Tamal santandereano.
- Arepa de maíz pelado.
- Guarapo: además de ser una bebida para acompañar los piquetes, es también el ingrediente infaltable en la preparación de los chorizos del Valle de San José, que se cocinan en guarapo.
- Chicha: bebida fermentada a base de maíz, es preparada por las familias valleras con ocasión de fiestas especiales, como bautizos, matrimonios y cumpleaños.
- Masato: El masato es una bebida fermentada a base de arroz que es preparada por familias en ocasión a celebraciones o fiestas familiares.
- Hormigas culonas: las hormigas culonas
- Mute: el mute santandereano

### Cuatrimotos

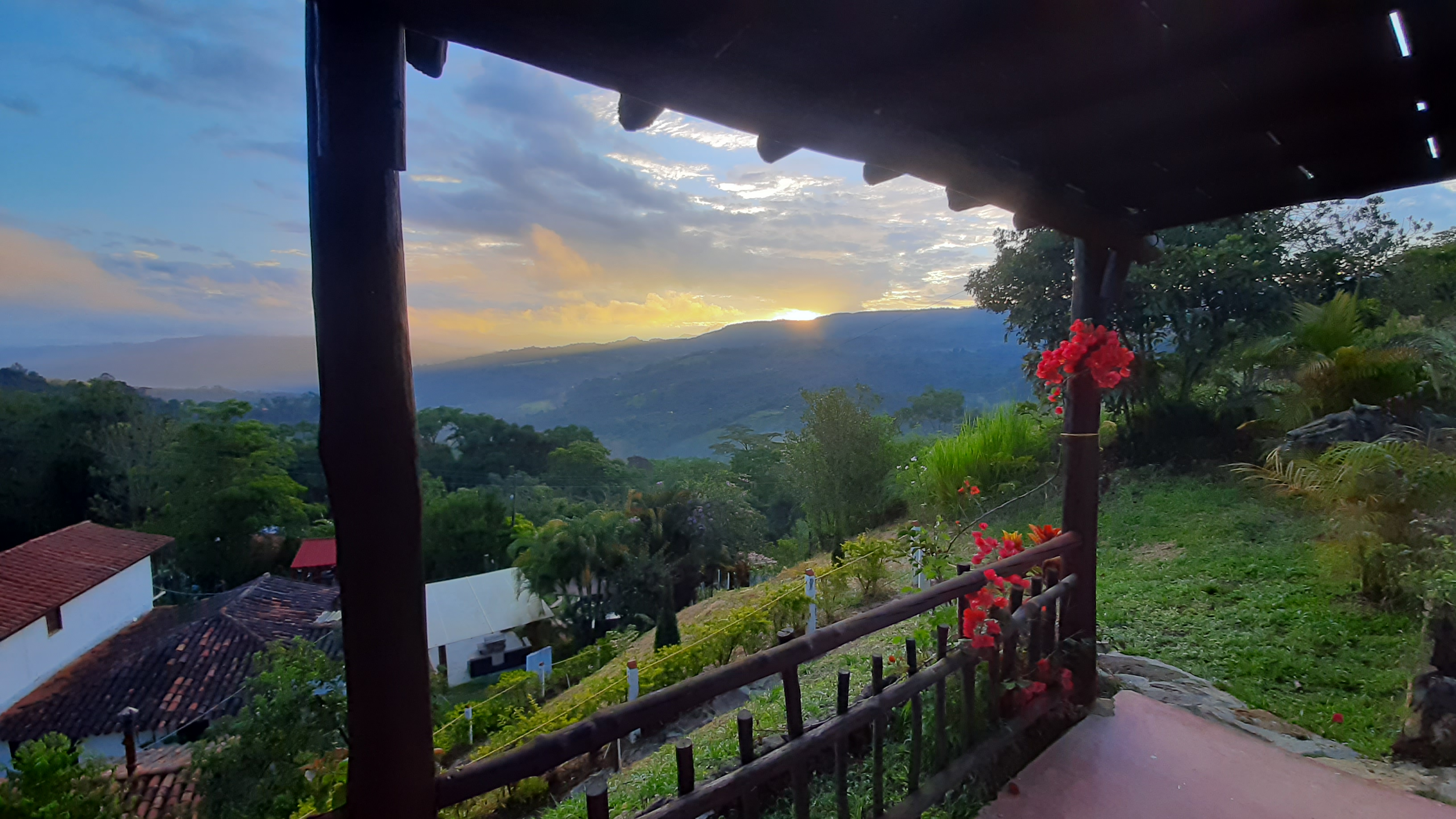
Vista amanecer Zona Rural Valle de San José, Cabaña Arayaes.

### Hoteles

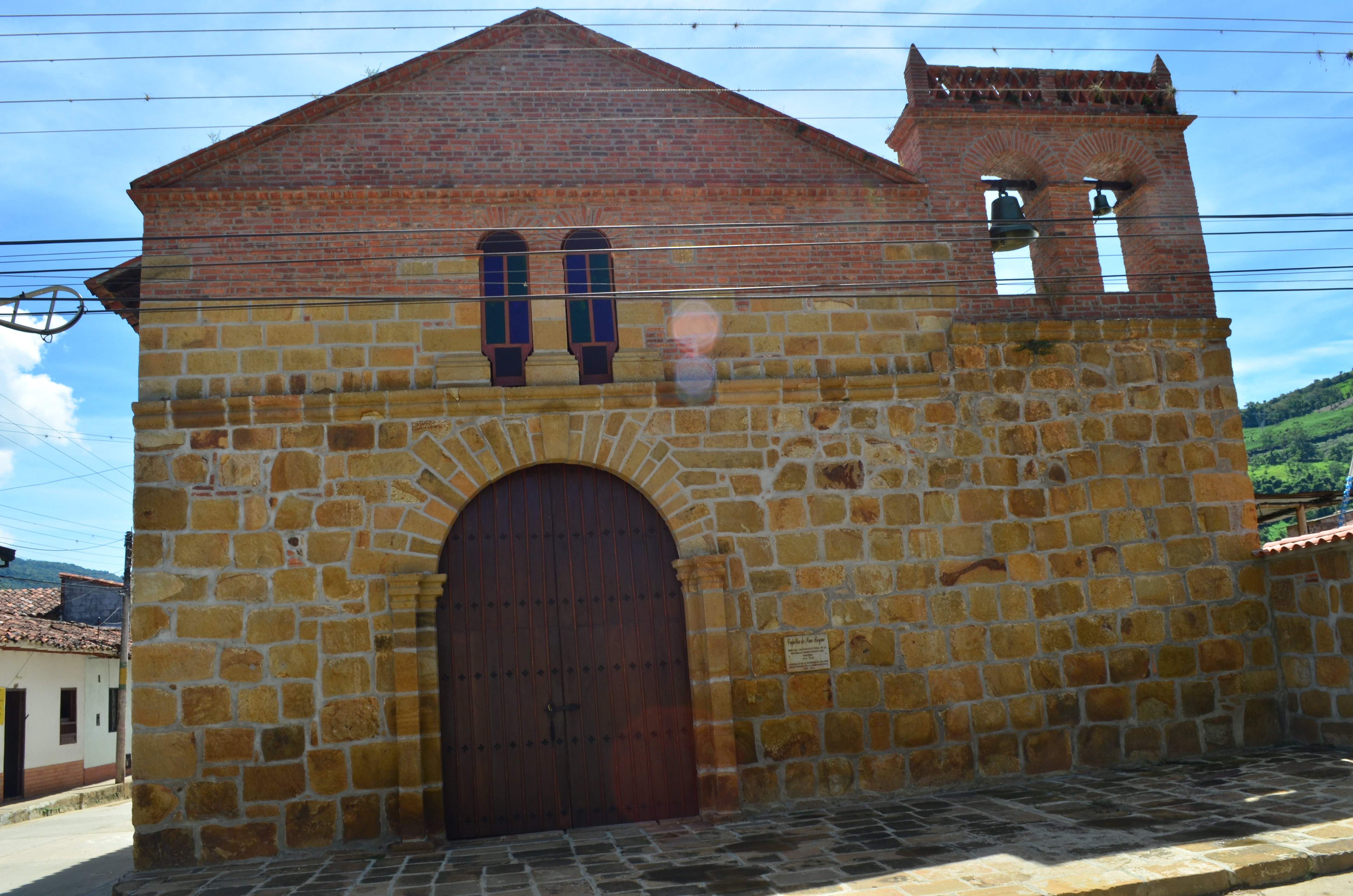
Capilla de San Roque, Valle de San José.

- Hotel El Ocaso.
- Hotel Graciela Central.
- Hotel El Paraíso.
- Hotel Sierra de la Cruz:
- Hotel Quinta San Cayetano.
- Hostal Cabañas Arayaes.
- Hotel Torre San José.
- Cielo Abierto Glamping.
- Hotel La Quinta del Muelle.
- Casa HigueraCapilla de San Roque, Valle de San José.

### Sitios de interés turístico y cultural
- Balneario El Arenal: ubicado junto al puente principal de la entrada al municipio, al costado oriental del río. Este tranquilo balneario se caracteriza por su bonita playa de arena que le se da su nombre, y donde se puede practicar boli playa. Así mismo para la comodidad de propios y visitantes se pueden disfrutar de espacios de restaurante, cafetería y taberna, así como de canchas de bolo y tejo, ubicados sobre lote de la Junta de Acción Comunal Central.

- Balneario Monas: ubicado en el sector de Monas, se puede llegar desviándose en la segunda estación de gasolina, vía San Gil - Valle - San Gil, tomando el puente de Mirandas sobre el río Fonce y arribando al sitio Monas, a escasos 4 minutos de la vía nacional. Este hermoso balneario se caracteriza por el color verde turquesa de sus aguas, producto de la confluencia de los ríos Mogóticos y Guare. Es muy común entre las familias de la región realizar paseos de olla a este lugar, en especial durante las épocas de diciembre y enero.

- Puente de Arco.

- Pozo de los Deseos.

- Capilla de San Roque.

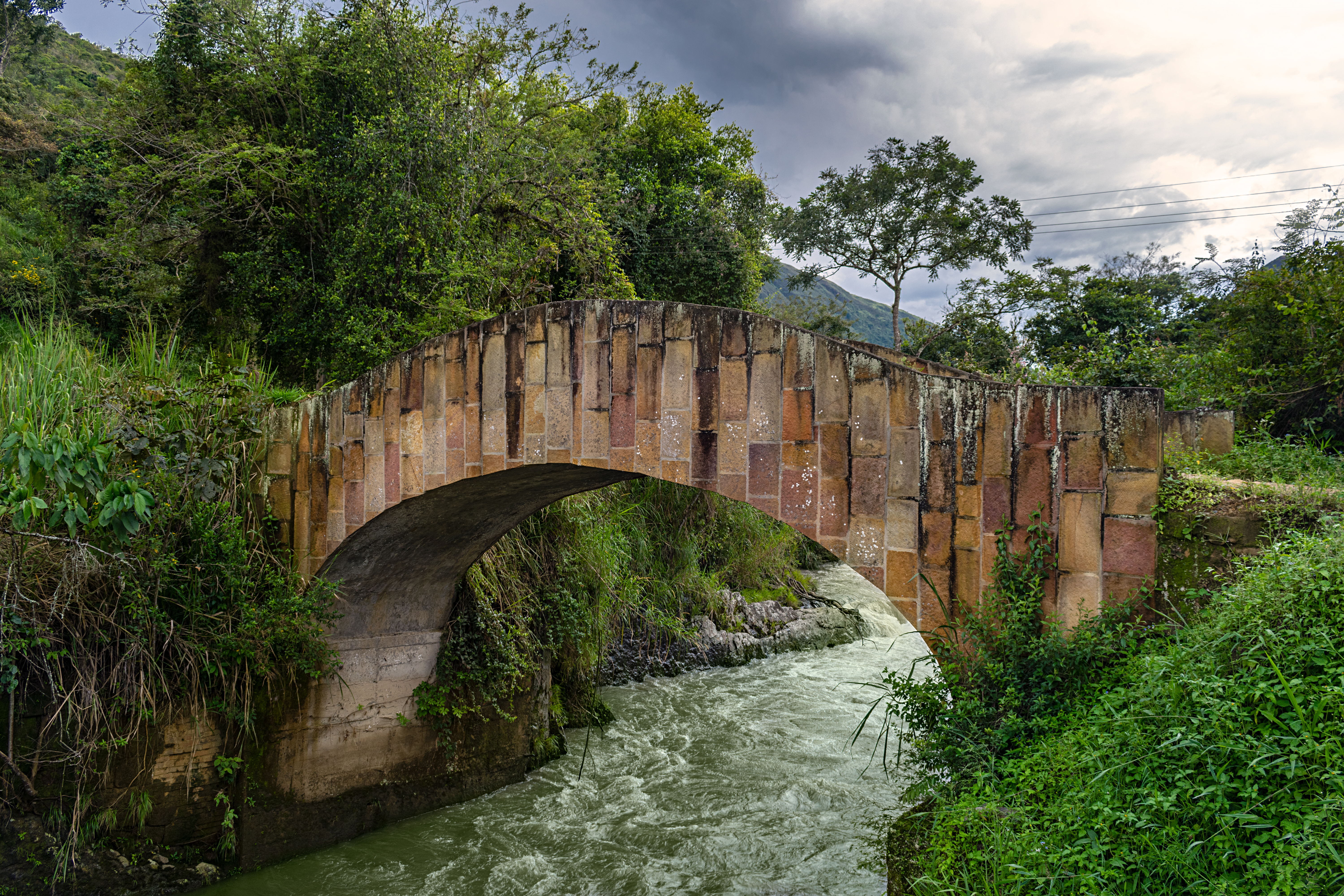
Puente de Arco, puente de piedra del periodo colonial que comunica municipios de Valle de San José con Mogotes. Ubicado sobre el río Guare.

- Capilla de Nuestra Señora de Chiquinquirá.

- Capilla del Cementerio.

- Teatro Municipal Jorge Eliecer Gaitán.

- Camino Real el Caporal: Camino de piedra de la época colonial utilizado para comunicar el casco urbano del Valle de San José con varias de sus veredas y con municipios cercanos como Mogotes, San Joaquín y Onzaga, sobre la antigua ruta hacia el Socorro. Este camino se caracteriza por sus empedrados y cercas de piedra, es transitado en la actualidad por propios y visitantes para realizar ejercicio y realizar caminatas al Cerro de la Cruz.

- Cerro de la Cruz.

- Casa de la Cultura Salomón Hernández.

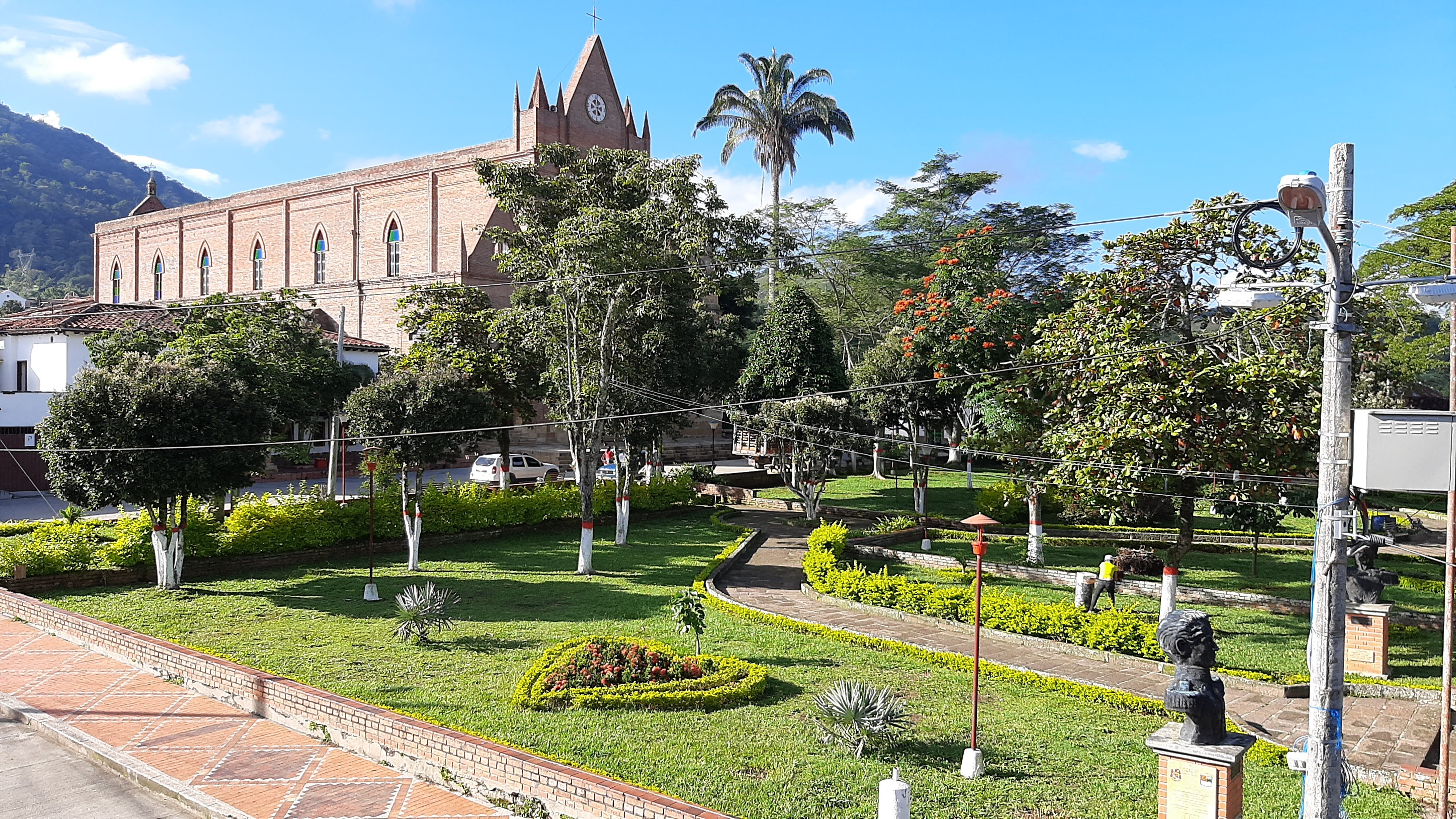
Vista del Parque Principal Valle de San José, desde balcón de la Alcaldía.

- Vista del Parque Principal Valle de San José, desde balcón de la Alcaldía.Parque Principal:

## Cultura
Los deportes predominantes en la región son: el tejo, baloncesto, el microfútbol y el bolo criollo; los géneros musicales preferidos son la guascarrilera, la música vallenata y la ranchera; sus danzas típicas son los bambucos, los torbellinos y la carranguera. Se dice que el bambuco María Antonia la ventera de José A Morales es inspirada en el Valle de San José y en la vereda El Moral, ubicada al otro lado del río, donde existía una tienda atendida por María Antonia, sobre el camino real que llevaba al Socorro. 
Dentro de la gastronomía típica del Valle de San José se destacan platos santandereanos como el cabro y la carne oreada (secada al sol) y su principal atractivo gastronómico resultan ser los chorizos, bastante famosos en la región por su curioso estilo de preparación a base de salsa de guarapo (bebida a base de panela fermentada).
El municipio ha hecho esfuerzos en consolidarse como destino turístico aprovechando su cercanía con el municipio de San Gil, el principal destino turístico de aventura en Santander.

## Agroindustria
Dentro de la agroindustria presente en el Valle de San José, se resaltan el gran número de fincas enfocadas en la producción de café pergamino seco, y su gran mayoría de líneas de café especiales. Por otra parte, existen otras agroindustrias como Café Santa Doña perteneciente a la asociación ASOMUCAV, que realizan el proceso de trilla y tueste del grano. Otro ejemplo es Agroindustrias Gucarí, la cual tiene su planta de producción a 1 km del casco urbano en la que transforma el café verde en café tostado para la venta.
Dentro del sector panelero, si bien se cuenta con un sinnúmero de trapiches productores de panela, existen referentes como lo es planta de producción de panela de la finca Los Cinchos  y algunos de sus productos como la miel de caña. De la misma forma encontramos otros trapiches del municipio emprendiendo en nuevos procesos como lo son Panela Rivera del Fonce y Panela Melgar.
E el Valle de San José podemos encontrar un agroindustria avícola fuerte, con granjas como la de Miralindo  de la organización San Marino, ubicada en la vereda El Guacal.

## Personajes
- Moisés Fuentes García: Deportista vallero reconocido por su trayectoria en la natación, habiendo sido campeón paralímpico en contadas ocasiones.
- Oscar Eduardo Hernández Durán: Brigadier General Armada de Colombia.[4]